# Svenska mästerskapen i friidrott 2018
Svenska mästerskapen i friidrott 2018 är de 123:e svenska mästerskapen, med följande deltävlingar:
- SM halvmaraton den 19 maj i Göteborg; arrangör Göteborgs Friidrottsförbund
- SM stafett den 26  till 27 maj på Slottsskogsvallen i Göteborg; arrangörer Mölndals AIK, Sävedalens AIK, Ullevi/Utby, Ullevi/Vikingen och Örgryte IS
- SM maraton den 2 juni på Stockholm Marathon i Stockholm; arrangörer Marathongruppen med Hässelby SK och Spårvägens FK
- SM 10 km landsväg (SM-milen) den 14 juni i Stockholm; arrangörer Hässelby SK och Spårvägens FK
- SM 100 km landsväg den 5 juli i Helsingborg; arrangör Runners Society Athletes Club, Helsingborg
- SM lag den 6 juli på Hedens idrottsplats i Helsingborg; arrangör IFK Helsingborg
- Stora SM (Friidrotts-SM) den 24 till 26 augusti på Ekängens idrottsplats i Eskilstuna; arrangörer Råby-Rekarne FIF, Ärla IF och Eskilstuna FI
- SM i mångkamp den 8 till 9 september på Rimnersvallen i Uddevalla; arrangörer IK Orient och Bohuslän-Dals FIF
- SM terräng den 27  till 28 oktober i Ekerum, Öland; arrangör Högby IF

## Resultat och medaljörer

### Herrar
| Gren                       | Guld                    | Guld                                                             | Guld     | Silver                   | Silver                                                              | Silver   | Brons                   | Brons                                                           | Brons    |
| 100 meter                  | Henrik Larsson          | IF Göta Karlstad                                                 | 10,14    | Erik Hagberg             | Upsala IF                                                           | 10,15    | Dennis Leal             | Spårvägens FK                                                   | 10,20    |
| 200 meter                  | Felix Svensson          | Mölndals AIK                                                     | 20,73    | Tom Kling-Baptiste       | Huddinge AIS                                                        | 20,89    | Dennis Forsman          | Ullevi FK                                                       | 21,25    |
| 400 meter                  | Erik Martinsson         | Gefle IF                                                         | 47,26    | Carl Bengtström          | Örgryte IS                                                          | 47,27    | Nick Ekelund-Arenander  | Malmö AI                                                        | 47,90    |
| 800 meter                  | Andreas Kramer          | Sävedalens AIK                                                   | 1.47,82  | Berhe Kidane             | Eskilstuna FI                                                       | 1.49,94  | Elmar Engholm           | Hässelby SK                                                     | 1.50,27  |
| 1 500 meter                | Kalle Berglund          | Spårvägens FK                                                    | 4.00,08  | Johan Rogestedt          | Stenungsunds FI                                                     | 4.01,19  | Elmar Engholm           | Hässelby SK                                                     | 4.01,58  |
| 5 000 meter                | Kalle Berglund          | Spårvägens FK                                                    | 14.46,03 | Suldan Hassan            | Ullevi FK                                                           | 14.46,73 | Emil Danielsson         | Spårvägens FK                                                   | 14.46,78 |
| 10 000 meter               | Adhanom Abraha          | Eskilstuna FI                                                    | 29.35,37 | Ebba Tulu Chala          | Huddinge AIS                                                        | 29.38,63 | Jonas Leandersson       | Enhörna IF                                                      | 29.43,11 |
| 10 km landsväg             | Napoleon Solomon        | Turebergs FK                                                     | 29.40    | Olle Walleräng           | Spårvägens FK                                                       | 29.41    | Emil Svensk             | Tjalve IF Norrköping                                            | 30.27    |
| Halvmaraton                | Mikael Ekvall           | Strömstads LK                                                    | 1:03.52  | Ebba Tulu Chala          | Huddinge AIS                                                        | 1:04.07  | Adhanom Abraha          | Eskilstuna FI                                                   | 1:04.50  |
| Maraton                    | Mustafa Mohamed         | Hälle IF                                                         | 2:27.39  | Nuray Yassin             | Ullevi FK                                                           | 2:32.19  | Erik Anfält             | Örebro AIK                                                      | 2:33.02  |
| 100 km landsväg            | Linus Wirén             | Hälle IF                                                         | 7:09.48  | Sebastian Pokorny        | Uptown Runners Club                                                 | 7:38.05  | Joacim Martinsson       | Växjö LK                                                        | 7:57.35  |
| 4 km terräng               | Napoleon Solomon        | Turebergs FK                                                     | 11.54    | Robel Fsiha              | Spårvägens FK                                                       | 11.56    | Emil Danielsson         | Spårvägens FK                                                   | 12.04    |
| 12 km terräng              | Napoleon Solomon        | Turebergs FK                                                     | 37.12    | Robel Fsiha              | Spårvägens FK                                                       | 37.16    | Abraham Adhanom         | Eskilstuna FI                                                   | 37.30    |
| 4 km terräng lag           | Spårvägens FK           | Robel Fsiha Emil Danielsson Olle Walleräng                       | 36.17    | Sävedalens AIK           | Oscar Claesson William Lind Jonatan Fridolfsson                     | 36.53    | Turebergs FK            | Napoleon Solomon Daniel Lundgren Tim Sundström                  | 37.01    |
| 12 km terräng lag          | Spårvägens FK           | Robel Fsiha Anders Fox Fredrik Uhrbom                            | 1:55.50  | Hässelby SK              | Andreas Åhwall Elmar Engholm Oscar Carlsson                         | 1:57.16  | Eskilstuna FI           | Abraham Adhanom Emil Millán de la Oliva Adam Hammarberg         | 1:57.18  |
| 110 meter häck             | Fredrick Ekholm         | IFK Lidingö                                                      | 13,78    | Max Hrelja               | Malmö AI                                                            | 13,90    | Hampus Widlund          | IFK Växjö                                                       | 14,14    |
| 400 meter häck             | Isak Andersson          | Upsala IF                                                        | 50,99    | Hampus Widlund           | IFK Växjö                                                           | 51,07    | Alexander Lundskog      | Ullevi FK                                                       | 52,10    |
| 3 000 meter hinder         | Napoleon Solomon        | Turebergs FK                                                     | 8.43,29  | Simon Sundström          | IFK Lidingö                                                         | 8.51,23  | Efrem Brhane            | Västerås FK                                                     | 8.56,68  |
| Stafett-SM 4 × 100 meter   | Ullevi FK               | Emil von Barth Sulayman Bah Alexander Lesser Patrik R. Andersson | 40,48    | Hammarby IF lag 1        | Desmond Rogo Jean-Christian Zirignon Douglas Hellbratt Tony Darkwah | 40,54    | Örgryte IS              | Alexander Andreasson Jonathan Carbe Carl Bengtström Samuel Wiik | 41,19    |
| Stafett-SM 4 × 400 meter   | Örgryte IS              | Samuel Wiik Felix Francois Jonathan Carbe Carl Bengtström        | 3.13,15  | Ullevi FK lag 1          | Martin Astner Dennis Forsman Alexander Lesser Alexander Lundskog    | 3.13,53  | Hässelby SK lag 2       | Martin Selin Oskar Greilert Emil Lyrberg Joakim karlsson        | 3.15,06  |
| Stafett-SM 4 × 800 meter   | Hässelby SK             | Anton Persson Rickard Gunnarsson Gustav Berlin Elmar Engholm     | 7.32,52  | Spårvägens FK lag 1      | Daniel Gleimar Johan Walldén Estifanos Faid Kalle Berglund          | 7.35,62  | Mölndals AIK            | Johan Lamm Miguel Palm Sebastian Nilsson Alexander Nilsson      | 7.46,18  |
| Stafett-SM 4 × 1 500 meter | Spårvägens FK lag 1     | Estifanos Faid Johan Walldén Emil Danielsson Kalle Berglund      | 15.35,15 | Hässelby SK              | Rickard Gunnarsson Erik Djurberg Anton Persson Elmar Engholm        | 15.44,42 | Ullevi FK               | Ali Al-Janabi Hampus Börjesson Hussein Ibrahim Suldan Hassan    | 15.45,56 |
| Höjdhopp                   | Linus Thörnblad         | Malmö AI                                                         | 2,11     | Philip Frifelt Lundqvist | Mölndals AIK                                                        | 2,09     | Andreas Carlsson        | IK Ymer                                                         | 2,07     |
| Stavhopp                   | Melker Svärd Jacobsson  | Örgryte IS                                                       | 5,21     | Micael Fagö              | Kalmar SK                                                           | 5,06     | Erik Thorstensson       | Spårvägens FK                                                   | 5,06     |
| Längdhopp                  | Thobias Nilsson Montler | Malmö AI                                                         | 8,06     | Michel Tornéus           | Hammarby IF                                                         | 7,81     | Andreas Carlsson        | IK Ymer                                                         | 7,65     |
| Tresteg                    | Erik Ehrlin             | Hammarby IF                                                      | 15,60    | Daniel Lennartsson       | Örgryte IS                                                          | 15,39    | Moteba (Mohamed) Mbumba | Hässelby SK                                                     | 15,30    |
| Kula                       | Daniel Ståhl            | Spårvägens FK                                                    | 18,78    | Wictor Petersson         | Malmö AI                                                            | 18,66    | Arwid Koskinen          | Ullevi FK                                                       | 17,57    |
| Diskus                     | Daniel Ståhl            | Spårvägens FK                                                    | 69,72    | Simon Pettersson         | Hässelby SK                                                         | 63,37    | Axel Härstedt           | Malmö AI                                                        | 61,34    |
| Slägga                     | Mattias Lindberg        | Skellefteå AIK                                                   | 68,20    | Ryan McCullough          | Malmö AI                                                            | 67,66    | Oscar Vestlund          | IF Göta Karlstad                                                | 67,30    |
| Spjut                      | Kim Amb                 | Bålsta IK                                                        | 77,13    | Jiannis Smalios          | Thorengruppen TFC                                                   | 76,70    | Simon Litzell           | Hässelby SK                                                     | 74,47    |
| Tiokamp                    | Andreas Gustafsson      | Falu IK                                                          | 7 153 p. | Jonathan Carbe           | Örgryte IS                                                          | 6 792 p. | Kevin Frankl            | Ullevi FK                                                       | 6 718 p. |
| Lagtävling                 | Ullevi FK               | —                                                                | 82 p.    | Spårvägens FK            | —                                                                   | 81 p.    | Hässelby SK             | —                                                               | 64 p.    |

### Damer
| Gren                       | Guld                    | Guld                                                                | Guld     | Silver               | Silver                                                             | Silver   | Brons                       | Brons                                                             | Brons    |
| 100 meter                  | Fanny Runheim           | Thorengruppen TFC                                                   | 11,51    | Daniella Busk        | Malmö AI                                                           | 11,53    | Claudia Payton              | Ullevi FK                                                         | 11,63    |
| 200 meter                  | Lisa Lilja              | Ullevi FK                                                           | 23,66    | Daniella Busk        | Malmö AI                                                           | 23,73    | Matilda Hellqvist           | Ullevi FK                                                         | 23,88    |
| 400 meter                  | Moa Hjelmer             | Spårvägens FK                                                       | 53,92    | Matilda Hellqvist    | Ullevi FK                                                          | 53,95    | Josefin Magnusson           | Malmö AI                                                          | 54,91    |
| 800 meter                  | Hanna Hermansson        | Turebergs FK                                                        | 2.04,41  | Yolanda Ngarambe     | Turebergs FK                                                       | 2.05,99  | Anna Silvander              | IFK Lidingö                                                       | 2.07,05  |
| 1 500 meter                | Hanna Hermansson        | Turebergs FK                                                        | 4.14,22  | Lovisa Lindh         | Ullevi FK                                                          | 4.15,08  | Anna Silvander              | IFK Lidingö                                                       | 4.15,53  |
| 5 000 meter                | Linn Nilsson            | Hälle IF                                                            | 16.24,30 | Sarah van der Wielen | Hässelby SK                                                        | 16.26,27 | Sara Christiansso           | Sävedalens AIK                                                    | 16.26,48 |
| 10 000 meter               | Linn Nilsson            | Hälle IF                                                            | 34.33,06 | Anastasia Denisova   | Sävedalens AIK                                                     | 34.35,93 | Johanna Eriksson            | Motala AIF                                                        | 34.57,30 |
| 10 km landsväg             | Hanna Lindholm          | Huddinge AIS                                                        | 34.32    | Anastasia Denisova   | Sävedalens AIK                                                     | 35.07    | Ida Nilsson                 | Högby IF                                                          | 35.09    |
| Halvmaraton                | Isabellah Andersson     | Hässelby SK                                                         | 1:16.11  | Johanna Bäcklund     | Runacademy IF                                                      | 1:17.31  | Ida-Maria Nicklasson        | Hässelby SK                                                       | 1:18.28  |
| Maraton                    | Mikaela Larsson         | Spårvägens FK                                                       | 2:40.28  | Caroline Almkvist    | Hässelby SK                                                        | 2:44.49  | Isabellah Andersson         | Hässelby SK                                                       | 2:44.59  |
| 100 km landsväg            | Frida Södermark         | Tjalve IF Norrköping                                                | 8:38.25  | Lotta Sjöberg        | Helsingborgs SOK                                                   | 9:35.10  | Therese Fredriksson         | SOK Knallen                                                       | 9:43.56  |
| 4 km terräng               | Meraf Bahta             | Hälle IF                                                            | 13.48    | Charlotta Fougberg   | Ullevi FK                                                          | 13.49    | Lisa Havell                 | Spårvägens FK                                                     | 13.52    |
| 8 km terräng               | Meraf Bahta             | Hälle IF                                                            | 28.02    | Charlotta Fougberg   | Ullevi FK                                                          | 28.09    | Lisa Havell                 | Spårvägens FK                                                     | 28.19    |
| 4 km terräng lag           | Hälle IF                | Meraf Bahta Linn Nilsson Samrawit Mengsteab                         | 41.49    | Spårvägens FK        | Lisa Havell Mikaela Larsson Cecilia Norrbom                        | 42.42    | Ullevi FK                   | Charlotta Fougberg Lovisa Lindh Emma Belforth                     | 43.41    |
| 8 km terräng lag           | Hälle IF                | Meraf Bahta Samrawit Mengsteab Linn Nilsson                         | 1:25.20  | Spårvägens FK        | Lisa Havell Mikaela Larsson Cecilia Norrbom                        | 1:26.29  | Hässelby SK                 | Sanna Mustonen Louise Wiker Lena Eliasson-Lööf                    | 1:30.01  |
| 100 meter häck             | Elin Westerlund         | Spårvägens FK                                                       | 13,51    | Emma Tuvesson        | Hammarby IF                                                        | 13,61    | Amanda Hansson              | Hässelby SK                                                       | 13,68    |
| 400 meter häck             | Johanna Holmén Svensson | Ullevi FK                                                           | 58,74    | Lovisa Linde         | Täby IS                                                            | 59,90    | Amanda Holmberg             | Lidköpings IS                                                     | 60,04    |
| 3 000 meter hinder         | Charlotta Fougberg      | Ullevi FK                                                           | 9.42,14  | Caroline Högardh     | Hässelby SK                                                        | 10.02,56 | Emma Dahl                   | Örgryte IS                                                        | 10.11,19 |
| Stafett-SM 4 × 100 meter   | Spårvägens FK lag 1     | Elin Westerlund Isabelle Eurenius Irene Ekelund Moa Hjelmer         | 45,46    | Malmö AI             | Josefin Magnusson, Pernilla Nilsson Daniella Busk Linnea Killander | 45,47    | Ullevi FK                   | Claudia Payton Lisa Lilja Estelle Montler Johanna Holmén Svensson | 46,66    |
| Stafett-SM 4 × 400 meter   | Ullevi FK               | Åsa Söderlund Johanna Holmén Svensson, Lisa Lilja Matilda Hellqvist | 3.40,92  | Hässelby SK          | Sofia Johnsson Malin Skogström Lovisa Bivstedt Lisa Duffy          | 3.42,14  | Täby IS                     | Linnéa Frobe Caroline Kihlblom Greta Graziani Lovisa Linde        | 3.44,52  |
| Stafett-SM 4 × 800 meter   | Sävedalens AIK          | Lisa Bergdahl Sara Christiansson Olivia Brunbäck Gaël de Coninck    | 8.54,26  | Täby IS              | Emilia Lillemo Ida Holm Greta Graziani Lovisa Linde                | 8.54,78  | Örgryte IS                  | Sara Holmgren Nina Persson Emma Dahl Frida Kristiansson           | 9.20,65  |
| Stafett-SM 3 × 1 500 meter | Sävedalens AIK          | Amélie Svensson Lisa Bergdahl Sara Christiansson                    | 13.50,10 | Örgryte IS lag 1     | Emma Dahl Sara Holmgren Frida Kristiansson                         | 13.54,28 | Hässelby SK                 | Sanna Mustonen Emma Gustafsson Linnéa Sennström                   | 14.43,55 |
| Höjdhopp                   | Sofie Skoog             | IF Göta Karlstad                                                    | 1,89     | Maja Nilsson         | Motala AIF                                                         | 1,87     | Ebba Jungmark               | Mölndals AIK                                                      | 1,79     |
| Stavhopp                   | Angelica Bengtsson      | Hässelby SK                                                         | 4,62     | Lisa Gunnarsson      | Hässelby SK                                                        | 4,31     | Hanna Jansson               | Ullevi FK                                                         | 4,09     |
| Längdhopp                  | Khaddi Sagnia           | Ullevi FK                                                           | 6,71     | Malin Marmbrandt     | Västerås FK                                                        | 6,33     | Sandra Törnros              | Gefle IF                                                          | 6,29     |
| Tresteg                    | Aina Griksaite          | Spårvägens FK                                                       | 13,29    | Emelie Nyman Wänseth | Östersunds GIF                                                     | 13,08    | Rebecka Abrahamsson         | Örgryte IS                                                        | 13,01    |
| Kula                       | Fanny Roos              | Athletics 24Seven SK                                                | 18,08    | Frida Åkerström      | Hässelby SK                                                        | 16,31    | Amanda Malmehed             | IF Göta Karlstad                                                  | 15,65    |
| Diskus                     | Vanessa Kamga           | Upsala IF                                                           | 55,60    | Fanny Roos           | Athletics 24Seven SK                                               | 55,11    | Emma Ljungberg              | Spårvägens FK                                                     | 48,91    |
| Slägga                     | Grete Ahlberg           | Hammarby IF                                                         | 67,17    | Ida Storm            | Malmö AI                                                           | 66,74    | Marinda Petersson           | Malmö AI                                                          | 66,51    |
| Spjut                      | Sofi Flink              | Västerås FK                                                         | 58,88    | Carolin Näslund      | IF Göta Karlstad                                                   | 53,75 PB | Elisabeth (Höglund) Lithell | KFUM Örebro                                                       | 50,64    |
| Sjukamp                    | Lovisa Östervall        | Upsala IF                                                           | 5 404 p. | Mari Klaup-McColl    | Ullevi FK                                                          | 5 236 p. | Emelie Nyman Wänseth        | Östersunds GIF                                                    | 5 230 p. |
| Lagtävling                 | Ullevi FK               | —                                                                   | 78 p.    | Spårvägens FK        | —                                                                  | 73 p.    | IF Göta                     | —                                                                 | 66 p.    |